# Rhyacophila potteri
Rhyacophila potteri är en nattsländeart som beskrevs av Donald G. Denning och Schmid 1971. Rhyacophila potteri ingår i släktet Rhyacophila och familjen rovnattsländor. Inga underarter finns listade i Catalogue of Life.